# Hypoderris brownii
Hypoderris brownii là một loài thực vật có mạch trong họ Dryopteridaceae. Loài này được J. Sm. ex Hook. miêu tả khoa học đầu tiên.